# Liste de journaux en Hongrie
Cet article présente une liste non exhaustive de journaux hongrois :

## Journaux nationaux

### Quotidiens nationaux
- Magyar Hírlap
- Metropol (l'édition hongroise du groupe de presse international Metro)
- Napi Gazdaság
- Nemzeti Sport
- Népszava
- Világgazdaság

### Hebdomadaires
- 168 Óra
- Állás és Karrier
- Budapest Sun (Anglais)
- Budapest Times (Anglais)
- Élet és Irodalom
- Élet és Tudomány
- Figyelő
- Hetek
- Heti Válasz
- HVG (Heti Világgazdaság)
- Képes Sport
- King (Közélet Ingatlan Gazdaság)
- Magyar Demokrata
- Magyar Fórum
- Magyar Jelen
- Magyar Narancs
- Nők Lapja
- Pesti Est
- Pesti Műsor
- Reform
- Szabad Föld
- Tallózó
- Vasárnapi Hírek
- Zöld Újság
- Zsaru

### Tabloïd
- Best
- Blikk
- Bors
- Story

## Journaux en ligne
- Index - L'un des portails d'actualité les plus visités en Hongrie, de tendance plutôt libérale, en hongrois
- Origo
- Le Journal Francophone de Budapest (JFB) - Journal papier devenu en raison du contexte site d'information francophone sur la Hongrie et son actualité, notamment culturelle
- Le Courrier d'Europe Centrale - Site d'information francophone sur l'Europe centrale, traitant à l'origine essentiellement l'actualité de la Hongrie
- Budapest Business Journal Online - Journal en ligne dont la ligne éditorial est l'économie, rédigé en anglais.